# Jacobo Pedro II Hovsepian
Jacobo Pedro II Hovsepian (en armenio: Յակոբ Պետրոս Բ. Յովսէփեան, romanizado: Hagop Bedros Hovsepian) (Alepo, -Bzommar, 9 de junio de 1753) fue un religioso armenio, segundo patriarca catolicós de Cilicia de los armenios y cabeza de la Iglesia católica armenia.  

## Biografía
Tras 5 años de exilio por declararse abiertamente católico, en 1719 el arzobispo armenio de Alepo, Abraham Ardzivian, pudo regresar a la ciudad. En 1720 fue acusado de introducir el rito católico en la misa y de separar a los armenios de la autoridad del sultán, por lo que el 2 de septiembre de 1720 el patriarca armenio de Constantinopla logró un decreto del sultán que lo envió al exilio en la isla Arwad, cercana a Tartús.
En marzo de 1721 el jeque de la familia maronita Khazin donó en Kreim en el distrito de Keserwan en el Líbano las tierras en donde fue construido el monasterio del Santísimo Salvador por los hermanos Hovsepian, uno de los cuales, Hagop Hovsepian, había sido ordenado sacerdote por Ardzivian en Alepo en junio de 1720. Estos hermanos convivían con monjes de la orden de los Antonianos Maronitas en el convento de San Antonio de Kadicha y adoptaron sus reglas. Hagop Hovsepian tuvo que volver al Líbano al ser exiliado Ardzivian, quien en 1722 fue liberado y se instaló en Kreim.
En 1733 la facción católica de Alepo logró que el bajá local les entregara la iglesia de la Santa Madre de Dios. En 1735 Hagop Hovsepian regresó a Alepo como vicario de Ardzivian, pues los armenios católicos de la ciudad en su mayoría lo continuaban reconociendo como su arzobispo. En 1737 murió el catolicós Ghukas y lo sucedió su hermano y coadjutor Miguel I Ajapahian siguiendo las directrices otomanas, quien ese año logró recuperar la iglesia en manos católicas. Los armenios católicos de Alepo (ciudad que era la residencia más habitual del catolicós) consideraron que la elección era un caso de nepotismo y exigieron el regreso de Ardzivian.
En medio de una revuelta en el eyalato de Egipto, la persecución contra los católicos disminuyó y en 1738 Hovsepian y los armenios católicos de Alepo obtuvieron de nuevo la iglesia y consiguieron bajo protección francesa el pasaporte para la restitución de Ardzivian a la sede. Ardzivian regresó a Alepo en diciembre de 1739. En mayo de 1740 Ardzivian con el apoyo de dos obispos de la Iglesia greco-melquita católica consagró a Hovsepian como obispo coadjutor de Alepo y luego a dos obispos más estableciendo una jerarquía separada de la Iglesia apostólica armenia. Mientras Ardzivian había retornado al Líbano debido a la oposición desde Estambul, el 26 de noviembre de 1740 los tres nuevos obispos católicos armenios, 40 sacerdotes y 14 fieles laicos lo eligieron como su propio catolicós y solicitaron al papa su confirmación por medio y recomendación de la jerarquía maronita, lo que ocurrió el 26 de noviembre de 1742. Hagop Hovsepian, al ser coadjutor de Ardzivian, pasó a ser el nuevo arzobispo de Alepo.
Unos años más tarde Hovsepian tuvo que huir de nuevo de su ciudad a causa de la oposición de los tradicionalistas armenios. Se refugió en Kreim, donde fue señalado por Abraham Pedro I Ardzivian para ser su sucesor en el trono patriarcal. El patriarca Ardzivian murió el 1 de octubre de 1749 y el 14 de octubre de ese año un sínodo en Kreim al que asistieron los obispos que se hallaban refugiados allí: de Alepo (el propio Hovsepian), Damasco (Boghos), Edesa o Dicranaguer (Hovsep), Kilis (Sahak Parseghian) y Antep (Bedros Nercessian), designó patriarca a Hovsepian, quien fue confirmado y otorgado el palio por el 23 de septiembre de 1750 y tomó el nombre de Jacobo Pedro II Hovsepian. 
El nuevo patriarca trasladó en 1750 la sede patriarcal desde el monasterio de Kreim al monasterio de Bzommar (donado por el jeque Mushrif And Qabalan Al-Khazin) cerca de Beirut. En 1753 ordenó a los obispos titulares de Maraş (Luca de Antep) y de Amasya (Basilio Avkadian). Falleció el 10 de junio de 1753 y fue enterrado en Kreim.
| Predecesor: Abraham Pedro I Ardzivian | Patriarca de Cilicia de los Armenios 1749 - 1753 | Sucesor: Miguel Pedro III Kasparian |